# Pleurothallis delascioi
Pleurothallis delascioi là một loài thực vật có hoa trong họ Lan. Loài này được Carnevali & I.Ramírez miêu tả khoa học đầu tiên năm 1985.